# 南普獵蝽
南普獵蝽（学名：Oncocephalus philippinus）为獵蝽科普獵蝽屬下的一个种。